# Gra pozorów (serial telewizyjny)
Gra pozorów (ang. Dark Blue) – amerykański serial telewizyjny opowiadający o grupie policjantów, których zadaniem jest rozwiązywanie trudnych spraw (głównie związanych z narkotykami), gdzie konwencjonalne metody śledcze nie odniosły rezultatów. Serial wyprodukowany został przez Warner Horizon Television (Warner Bros. Television). Emitowany w latach 2009 – 2010 przez kanał TNT.

## Opis fabuły
Serial opowiada o tajnej grupie policjantów współpracujących z LAPD (departament policji w Los Angeles), którzy każdego dnia wykonują przeróżne zadania niekonwencjonalnymi metodami. Grupą przewodzi Carter Shaw (Dylan McDermott) a jego zespół składa się z Tya Curtisa (Omari Hardwick), Deana Bendisa (Marshall-Green) i Jaimie Allen (Nicki Aycox).

## Bohaterowie
- Lt. Carter Shaw (Dylan McDermott) – szef tajnej grupy, niedawno rozwiódł się ze swoją żoną dlatego ukojenia szuka w swojej pracy.
- Jaimie Allen (Nicki Aycox) – dawniej policjantka pracująca na patrolach, zwerbowana do zespołu ma niezwykłe zdolności min. kamuflażu oraz zdolności w łamaniu prawa.
- Dean Bendis (Logan Marshall-Green)
- Ty Curtis (Omari Hardwick) – młody policjant, który niedawno się ożenił, dlatego trudno mu połączyć te dwie rzeczy.

## Spis odcinków
| Premiera odcinka | N/o | Polski tytuł | Angielski tytuł            |
| ---------------- | --- | ------------ | -------------------------- |
|                  |     |              |                            |
| SERIA PIERWSZA   |     |              |                            |
|                  |     |              |                            |
| 07.10.2009       | 01  |              | Pilot                      |
|                  |     |              |                            |
| 14.10.2009       | 02  |              | Guns, Strippers, and Wives |
|                  |     |              |                            |
| 21.10.2009       | 03  |              | Purity                     |
|                  |     |              |                            |
| 28.10.2009       | 04  |              | K-Town                     |
|                  |     |              |                            |
| 04.11.2009       | 05  |              | August                     |
|                  |     |              |                            |
| 11.11.2009       | 06  |              | Ice                        |
|                  |     |              |                            |
| 18.11.2009       | 07  |              | O.I.S                      |
|                  |     |              |                            |
| 25.11.2009       | 08  |              | Venice Kings               |
|                  |     |              |                            |
| 02.12.2009       | 09  |              | Betsy                      |
|                  |     |              |                            |
| 09.12.2009       | 10  |              | Shot In the Dark           |
|                  |     |              |                            |